# Robert de Vermandois
Robert de Vermandois (n. cca. 907 – d. cca. 967/968) a fost conte de Meaux și de Troyes, succedând tatălui său, contele Herbert al II-lea, conte de Vermandois și soției acestuia, Adela (Liégarde) de Franța.
Robert a fost căsătorit cu Adelaida (914–967), fiica ducelui Gilbert de Burgundia, cu care a avut trei copii:
- Herbert al III-lea de Meaux (n. cca. 935 – d. 995)
- Adela de Meaux, (n. cca. 935 – d. cca. 982)
- Adelaida de Troyes (n. cca. 955 – d. cca. 991), soția ducelui Carol de Lotharingia.